# Санкей, Филип
Филип Сельварадж Санкей (англ. Philip Selvaraj Sankey; 1929 или 1930, Ипох — 16 июля 1992, Куала-Лумпур) — малайский хоккеист на траве, полузащитник. Участник летних Олимпийских игр 1956 года.

## Биография
Филип Санкей родился в 1929 или 1930 году в малайском городе Ипох.
Окончил англо-китайскую школу в Ипохе.
С 1947 года играл в хоккей на траве за Перак. В 1949—1954 годах выступал за сборную Северной Малайи, был её капитаном, в том числе в матчах со сборной Индии в 1954 году и со сборной Пакистана в 1955 году.
В 1956 году вошёл в состав сборной Малайи по хоккею на траве на летних Олимпийских играх в Мельбурне, занявшей 9-е место. Играл на позиции полузащитника, провёл (по имеющим данным) 3 матча, мячей не забивал.
Был почетным секретарём Ассоциации хоккея на траве Перака.
Умер 16 июля 1992 года в малайзийском городе Куала-Лумпур.